# Andrei Krõlov
Andrei Krõlov (* 19. April 1973 in Tallinn, Estnische SSR, Sowjetunion) ist ein ehemaliger estnischer Fußballspieler.

## Karriere
Er zählte in den 1990er und Anfang der 2000er Jahre zu den erfolgreichsten Stürmern der Meistriliiga. Mit seinen Vereinen gewann er zahlreiche nationale Titel. In der Spielzeit 2002 erzielte er für den FC TVMK Tallinn 37 Saisontore und wurde sowohl Torschützenkönig als auch bester Torjäger der höchsten Spielklassen der UEFA-Mitgliedsverbände. Für letztere Leistung hätte man ihm den Goldenen Schuh zugesprochen – wenn nicht 1996 eine Reglementsänderung vollzogen worden wäre.
Noch heute steht Krõlov mit insgesamt 162 Ligatreffern, die er in 287 Spielen erzielte, an zweiter Position der ewigen Torschützenliste der Meistriliiga.

## Erfolge
- Estnischer Meister: 1999, 2000
- Eesti jalgpallikarikas: 1996, 1997, 1999, 2000, 2003
- Eesti superkarikas: 1996/1997, 1999, 2000
- Torschützenkönig der Meistriliiga: 2002